# Liste der Naturdenkmale in Wallertheim
Die Liste der Naturdenkmale in Wallertheim nennt die im Gemeindegebiet von Wallertheim ausgewiesenen Naturdenkmale (Stand 29. Februar 2024).

## Naturdenkmale
| Nr.         | Bezeichnung              | Lage                                | Beschreibung           | Bild            |
| ----------- | ------------------------ | ----------------------------------- | ---------------------- | --------------- |
| ND-7331-411 | Kastanie am Kindergarten | Schimsheimer Straße, bei Nr. 3 Lage | Aesculus hippocastanum | Fotos hochladen |